# 大和村立南小学校神路分校
大和村立南小学校神路分校（やまとそんりつ みなみしょうがっこう　かんじぶんこう）は、かつて岐阜県郡上郡大和村（現・郡上市大和町）に存在した公立小学校。

## 概要
- 南小学校の分校であり、現在の郡上市大和町神路が校区であった。1965年時点の児童数は58名。1974年廃校。

## 沿革
- 1873年（明治6年） - 口神路村に神路学校が開校。
- 1875年（明治8年） - 口神路村と中神路村が合併し、神路村が発足。
- 1886年（明治19年） - 神路簡易科小学校に改称する。
- 1893年（明治26年） - 神路尋常小学校に改称する。
- 1897年（明治30年）4月1日 - 徳永村、河辺村、神路村、牧村、古道村、栗巣村が合併し、山田村が発足。
- 1898年（明治31年） - 徳永尋常小学校に統合され、徳永尋常小学校神路分教場となる。
- 1901年（明治34年） - 山田尋常高等小学校神路分教場に改称する。
- 1941年（昭和16年）4月1日 - 山田国民学校神路分教場に改称する。
- 1947年（昭和22年）4月1日 - 山田村立山田小学校神路分校に改称する。
- 1950年（昭和25年）3月 - 校舎を改築する。
- 1955年（昭和30年）3月28日 - 西川村、弥富村、山田村が合併し、大和村が発足。同時に大和村立山田小学校神路分校に改称する。
- 1956年（昭和31年）4月1日 - 大和村立南小学校神路分校に改称する。
- 1974年（昭和49年）3月 - 廃校。